# Ernst Zimmer (Physiker)
Ernst Zimmer (* 17. Januar 1887 in Greifswald; † 21. März 1965 in Lübeck) war ein deutscher Physiker, Sachbuchautor und Lehrer. Mit seinem bekanntesten, 1934 erschienenen Buch Umsturz im Weltbild der Physik leistete er einen wesentlichen Beitrag, um bei einem breiteren Publikum Verständnis für die moderne Physik des frühen 20. Jahrhunderts zu erwecken.

## Leben
Ernst Zimmer wurde 1887 in Greifswald geboren. Sein Vater Heinrich Friedrich Zimmer (1851–1910) war Ordinarius für keltische Philologie an der Universität Greifswald, sein jüngerer Bruder Heinrich Robert Zimmer (1890–1943) war ein bedeutender Indologe. 1901 übernahm Heinrich Zimmer einen Lehrstuhl für keltische Sprachen an der Friedrich-Wilhelms-Universität zu Berlin. Dort besuchte sein Sohn Ernst das Joachimsthalsche Gymnasium. Zu seinen Freunden über die Schulzeit hinaus zählten Karl Planck (gefallen 1916) und Werner Planck (gefallen 1914), ein Sohn und ein Neffe Max Plancks.
Nach seinem Abitur begann Ernst Zimmer im Jahr 1906 in Freiburg mit dem Studium der Chemie, Physik, Mineralogie und Philosophie, das er ab 1907 in Berlin fortsetzte. Nach dem Tod des Vaters 1910 entschied er sich, das Studium mit dem Staatsexamen für das Lehramt abzuschließen (1. Staatsexamen: 1912; 2. Staatsexamen: 1914). Nach seiner Referendarzeit in Berlin nahm Zimmer 1914 eine Stelle als Oberlehrer in Stettin an. Im selben Jahr heiratete er die Kunsterzieherin Salli Marthe Marie Wilhelmine Horn (* 16. Oktober 1890 in Halberstadt; † 3. Mai 1980 in Lübeck). Nach kurzen Einsätzen im Ersten Weltkrieg 1917 und 1918 unterrichtete Zimmer ab 1919 an der Oberrealschule zum Dom in Lübeck (heute Gymnasium Oberschule zum Dom). 1937 wurde er Fachleiter für Chemie und Physik am Studienseminar in Lübeck, ab 1945 leitete er den Fachbereich Mathematik. Von 1946 bis zu seiner Pensionierung 1952 war er als Oberstudiendirektor Leiter des Studienseminars.
Ernst Zimmer setzte sich Zeit seines Lebens für ein breiteres und besseres Verständnis der modernen Physik ein. Er hielt Vorträge und organisierte Veranstaltungen. Es gelang ihm 1932, Max Planck für einen Vortrag in Lübeck zu gewinnen. Er war ein passionierter Bergsteiger und Bergwanderer und langjähriges aktives Mitglied in der Lübecker Sektion des Deutschen Alpenvereins.

## Umsturz im Weltbild der Physik
Das 1934 erstmals erschienene Buch Umsturz im Weltbild der Physik mit einem Geleitwort von Max Planck ist zweifellos das Hauptwerk Ernst Zimmers, kleinere Arbeiten sowie das Lehrbuch Quantenphysik und Atombau für den Physik-Unterricht blieben in ihrer Verbreitung weit dahinter zurück. Das Buch wurde mehrfach überarbeitet und aktualisiert. 1964 erschien eine Taschenbuchausgabe bei dtv, die auf der 12. noch einmal aktualisierten Ausgabe basierte, die 1961 beim Carl Hanser Verlag in München erschien war. Die letzte Aktualisierung erschien 1968 posthum. Aufgrund der weiteren stürmischen Entwicklung der Physik im 20. und 21. Jahrhundert wird man Ernst Zimmers Buch heute eher aus historischem Interesse in die Hand nehmen – eine aktuelle Einführung in die Physik der Elementarteilchen kann es nicht mehr sein. Aus der populärwissenschaftlichen Literatur seiner Zeit ist es jedoch nicht wegzudenken.
Ernst Zimmers Umsturz im Weltbild der Physik wurde in mehrere Sprachen übersetzt, darunter ins Spanische und Englische. Eine 1941 in Großbritannien unter dem Titel The Revolution in Physics erschienene Ausgabe wurde in der renommierten Fachzeitschrift Nature besprochen, wobei insbesondere auch Max Plancks Geleitwort zum Buch hervorgehoben wurde: „The whole outlook is remarkably unselfconscious, and, for that reason alone, most refreshing. Prof. Max Planck's short introduction is characteristic and charming“. Insgesamt wurde das Buch fast 100.000 Mal verkauft. Bis in die sechziger Jahre wurde es viel gelesen. Ganz sicher hat es zu seiner Zeit Generationen interessierter Laien und junger Leser inspiriert, die später selbst naturwissenschaftliche Fächer oder Mathematik studierten.

## Auszeichnungen
- 1948: Ernennung zum Professor durch den Ministerpräsidenten des Landes Schleswig-Holstein
- 1957: Universitätsmedaille der Christian-Albrechts-Universität zu Kiel

## Werke (Auswahl)
- Umsturz im Weltbild der Physik. Mit einem Geleitwort von Max Planck, Knorr & Hirth, München 1934
- Quantenphysik und Atombau für den Unterricht an höheren Schulen und technischen Lehranstalten. Hirschgraben-Verlag, Frankfurt a. M. 1950